# Galoubet A
Galoubet A (né le 17 avril 1972, mort le 29 décembre 2005) est un étalon de robe baie, inscrit au stud-book du Selle français. Monté en saut d'obstacles par Gilles Bertrán de Balanda, il devient un grand champion de cette discipline durant les années 1980, ainsi qu'un reproducteur renommé.

## Histoire
Galoubet A naît le 17 avril 1972 chez Mlle Colette Lefranc-Ducornet, dans l'Eure, Normandie, France.
Il est le meilleur cheval de CSO français de l'année 1981. Il est monté par Gilles Bertrán de Balanda, puis par Benoit Mauriac.
Il est exporté aux États-Unis, devenant la propriété de Meg Douglas-Hamilton, après avoir appartenu à Jean-François Pellegrin. Sa carrière sportive est interrompue en 1982, cet étalon étant alors consacré à la reproduction.
Il meurt le 29 décembre 2005 à Hamilton farm, aux États-Unis, à presque 34 ans.

## Description
Galoubet A est un étalon bai, inscrit au stud-book du Selle français. Il toise 1,73 m. 
Il est réputé pour son style de saut étonnant, il rue en effet au-dessus des obstacles,.

## Palmarès
Avec Gilles Bertrán de Balanda
- 1977 : médaille d'or aux championnats de France
- 1979 : médaille d'or aux championnats de France
- 1982 : médaille d'or par équipe aux championnats du monde et médaille d'or aux championnats de France.

## Origines
Galoubet est un fils du célèbre chef de race Selle français Almé, et d'une jument Trotteur français, Viti, appartenant à Colette Lefranc-Ducornet.

## Descendance
Galoubet A est l'un des premiers étalons français à être diffusé via l'insémination artificielle, depuis les États-Unis. Galoubet a engendré de nombreux chevaux gagnant en concours de saut d'obstacles, dont le célèbre Baloubet du Rouet, monté par Rodrigo Pessoa, ainsi que Taloubet Z, monté par Christian Ahlmann. Il est le grand-père de Mic Mac du Tillard.